# Échelet à queue noire
Climacteris melanurus
Espèce
Statut de conservation UICN

 LC  : Préoccupation mineure
L’Échelet à queue noire (Climacteris melanurus) est une espèce de passereau de la famille des Climacteridae.

## Répartition
Il est endémique en Australie.

## Habitat
Il habite les forêts tempérées et les forêts humides tropicales et subtropicales à basse altitude.

## Sous-espèces
Selon Peterson, cet oiseau est représenté par 2 sous-espèces :
- Climacteris melanurus melanurus Gould 1843 ;
- Climacteris melanurus wellsi Ogilvie-Grant 1909.